# نادر فریدونی
نادر فریدونی (زاده سال ۱۳۴۱ در روستای بایگان شهرستان فیروزآباد)، نمایندهٔ دورهٔ نهم مجلس شورای اسلامی و عضو کمیسیون انرژی مجلس شورای اسلامی از حوزهٔ انتخابیهٔ فیروزآباد، فراشبند، قیر و کارزین و میمند در استان فارس است.
وی تحصیلات ابتدایی را با دو جهش تحصیلی در روستای بایگان و دوران راهنمایی و متوسطه را در شهرستان فیروزآباد، با احراز شاگرد اولی در همه پایه‌ها، گذراند. در سال ۱۳۵۷ همزمان با انقلاب در سن ۱۶ سالگی موفق به اخذ مدرک دیپلم در رشته علوم تجربی شد و با حضور در جنگ ایران و عراق جانباز شد.